# 픽셀 워치 2

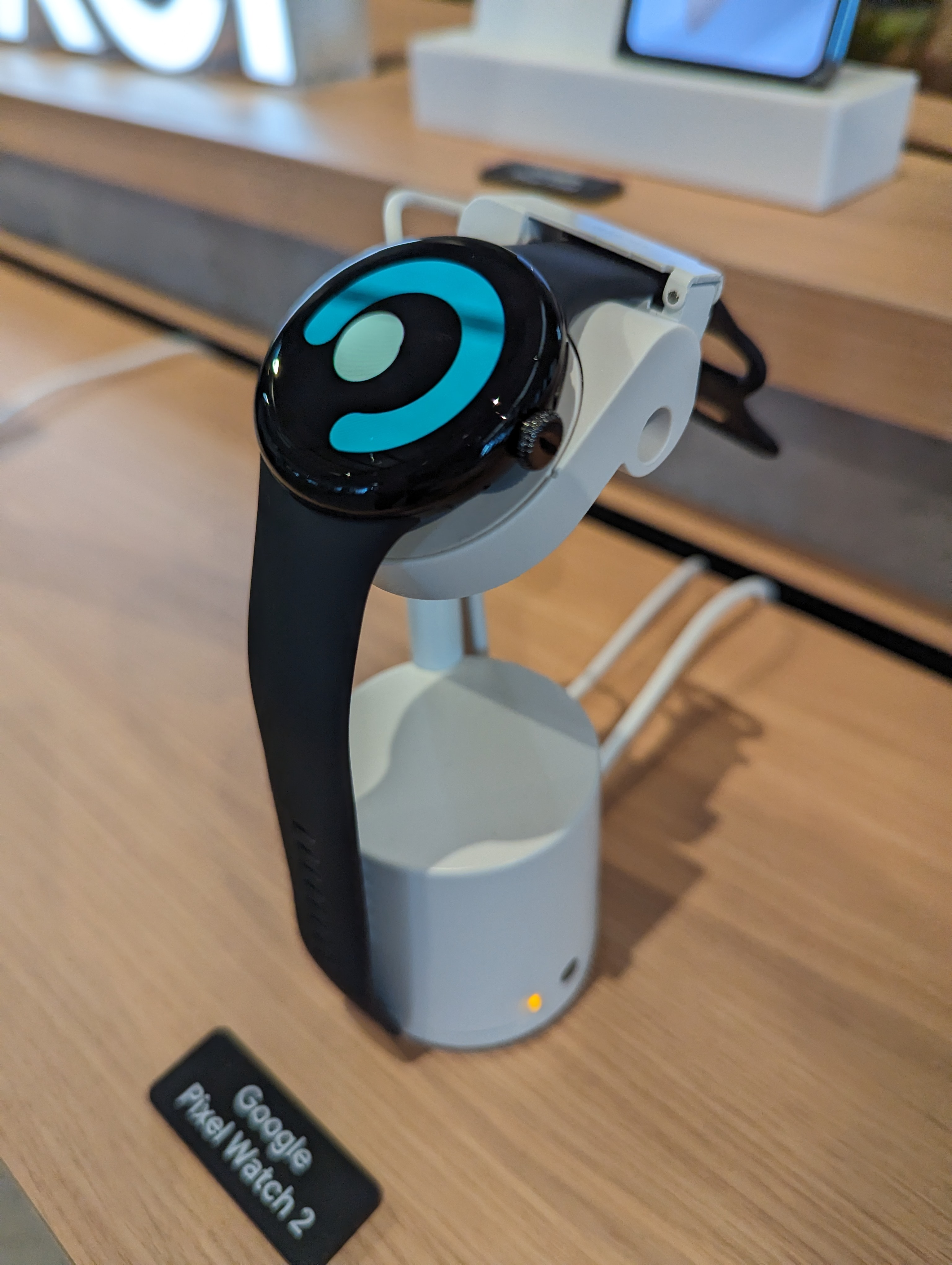

픽셀 워치 2(Pixel Watch 2)는 구글 픽셀 제품 라인의 일부로 구글에서 설계, 개발 및 판매하는 웨어 OS 스마트워치이다. 1세대 픽셀 워치의 후속 제품이다.
픽셀 워치 2는 2023년 10월 4일 연례 메이드 바이 구글 이벤트에서 공식 발표되었으며, 10월 12일 미국에서 출시되었다.

## 역사
2023년 5월, 9to5Google은 구글이 웨어 OS 기반 스마트워치인 픽셀 워치의 후속 제품을 10월에 출시할 계획이라고 보도했다. 와이파이 및 셀룰러 모델을 참조하는 것으로 여겨지는 시계의 두 가지 코드명은 나중에 "Eos"와 "Aurora"로 밝혀졌다. 지난 8월 3개 모델이 연방통신위원회(FCC)의 승인을 받았고, Eos 모델은 개발자용 구글 플레이 콘솔 기기 카탈로그에 등재됐다. 구글은 지난 9월 시계를 미리 본 후 10월 4일 연례 메이드 바이 구글 이벤트에서 픽셀 8 및 픽셀 8 Pro와 함께 픽셀 워치 2를 공식 발표했다. 같은 날 선주문이 가능해졌으며 10월 12일 30개국에 출시되었다. 이 시계는 온라인 구글 스토어에서 상당한 배송 지연으로 어려움을 겪었다.